# General de Aviadores

Insignia de hombro.

General der Flieger (General de aviadores) fue un rango del generalato de la Luftwaffe (fuerza aérea) en la Alemania Nazi. Hasta el fin de la II Guerra Mundial en 1945, este oficial en particular tenía un rango de nivel de tres estrellas (OF-8), equivalente a teniente general del ejército de EE. UU.
Los rangos de General de la Luftwaffe eran en 1945:
- General de tropas paracaidistas
- General de artillería antiaérea
- General de aviadores
- General de tropas de comunicación de la fuerza aérea
- General de la fuerza aérea

Estos rangos eran equivalentes al de General del ejército de tierra (Heer), como sigue:
- General de artillería
- General de tropas de montaña
- General de infantería
- General de caballería
- General de transmisiones
- General de tropas panzer (tropas acorazadas)
- General de ingenieros

## Lista de oficiales que fueron General der Flieger
| - Alexander Andrae (1888-1979) - Karl Barlen (1890-1956) - Hellmuth Bieneck (1887-1972) - Karl-Heinrich Bodenschatz (1890-1979) - Walter Boenicke (1895-1947) - Rudolf Bogatsch (1891-1970) - Alfred Bülowius (1892-1968) - Friedrich Christiansen (1879-1972) - Friedrich Cochenhausen (1879-1946) - Joachim Coeler (1891-1955) - Heinrich Danckelmann (1887-1947) - Paul Deichmann (1898-1981) - Egon Doerstling (1890-1965) - Eduard Dransfeld (1883-1964) - Karl Drum (1893-1968) - Karl Eberth (1877-1952) - Hellmuth Felmy (1885-1965) - Martin Fiebig (1891-1947) - Johannes Fink (1895-1981) - Veit Fischer (1890-1966) - Helmuth Förster (1889-1965) - Stefan Fröhlich (1889-1978) - Heribert Fütterer (1894-1963) - Hans Geisler (1891-1966) - Ulrich Grauert (1889-1941), posteriormente ascendido a Generaloberst | - Wilhelm Haehnelt (1875-1946) - Hans Halm (1879-1957) - Friedrich-Carl Hanesse (1892-1975) - Willi Harmjanz (1893-1983) - Otto Hoffmann von Waldau (1898-1943) - Hans Jeschonnek (1899-1943), después Generaloberst (1942) - Josef Kammhuber (1896-1986) - Erich Karlewski (1874-1947) - Gustav Kastner-Kirdorf (1881-1945) - Leonhard Kaupisch (1878-1945) - Albert Kesselring (1885-1960), posteriormente ascendido a Generalfeldmarschall - Ulrich Kessler (1894-1983) - Karl Kitzinger (1886-1962) - Waldemar Klepke (1882-1945) - Robert Knauss (1892-1955) - Karl Koller (1898-1951) - Werner Kreipe (1904-1967) - Otto Langemeyer (1883-1950) - Hermann von der Lieth-Thomsen (1867-1942) - Alfred Mahnke (1888-1979) - Wilhelm Mayer (1886-1950) - Rudolf Meister (1897-1958) - Erhard Milch (1892-1972), posteriormente ascendido a Generalfeldmarschall - Max Mohr (1884-1966) - Walter Musshoff (1885-1971) | - Erich Petersen (1889-1963) - Kurt Pflugbeil (1890-1955) - Maximilian Ritter von Pohl (1893-1951) - Richard Putzier (1890-1979) - Erich Quade (1883-1959) - Georg Rieke (1894-1970) - Hans Ritter (1893-1991) - Hugo Schmidt (1885-1964) - Wilhelm Schubert (1879-1972) - Julius Schulz (1889-1975) - Karl Friedrich Schweickhard (1883-1968) - Hans-Georg von Seidel (1891-1955) - Hans Seidemann (1902-1967) - Hans Siburg (1893-1976) - Wilhelm Speidel (1895-1970) - Albert Vierling (1887-1969) - Bernhard Waber (1884-1945) - Walther Wecke (1885-1943) - Rudolf Wenninger (1890-1945) - Helmuth Wilberg (1880-1941) - Wilhelm Wimmer (1889-1973) - Bodo von Witzendorff (1876-1943) - Ludwig Wolff (1886-1950) - Konrad Zander (1883-1947) |

- Datos: Q552023
- Multimedia: General der Waffengattung (Luftwaffe) / Q552023